# مارغريت همسلي
مارغريت همسلي (بالإنجليزية: Margaret Hemsley)‏ هي دراجة أسترالية، ولدت في 11 أغسطس 1971 في كانبرا في أستراليا.

## وصلات خارجية
- مارغريت همسلي على موقع أرشيف الدراجات (الإنجليزية)
- مارغريت همسلي على موقع إحصائيات الدراجات الإحترافية (الإنجليزية)
- مارغريت همسلي على موقع اتحاد ألعاب الكومنولث (مؤرشف) (الإنجليزية)